# Geoffrey Robertson
Geoffrey Ronald Robertson (Sídney, 30 de septiembre de 1946) es un abogado especializado en derechos humanos, académico, juez a tiempo parcial, autor y difusor. Posee la doble ciudadanía de Australia y Reino Unido. Es profesor en el Queen Mary College, Universidad de Londres.

## Biografía
Geoffrey Robertson nació en Australia y creció en el suburbio de Sídney Eastwood. Obtuvo su Licenciatura en Derecho de la Universidad de Sídney, Facultad de Derecho antes de ganar una beca Rhodes para estudiar en Oxford. 
Es fundador y director del Doughty Street Chambers, bufete especializado en la defensa de los derechos civiles y humanos.
Robertson se casa con Kathy Lette en 1990 y actualmente tiene dos hijos. Vive en Londres.

## Carrera judicial
Robertson se convirtió en un abogado en 1973. Ha conducido cientos de apelaciones de muerte, como el proceso contra Hastings Banda, y de varios sospechosos de terrorismo en Tribunal Penal de Inglaterra y a la organización Human Rights Watch en el juicio contra el dictador chileno Augusto Pinochet. También actuó como abogado del Antiguan Royal Commission, sacando a la luz el tráfico de armas del cártel de Medellín. Participó en la formación de los jueces que juzgaron a Sadam Huseín. 
Robertson fue amenazado de muerte por los terroristas por representar a Salman Rushdie. Ha llevado múltiples casos de defensa de las libertades civiles ante el Tribunal Europeo de Derechos Humanos y en otros tribunales de todo el mundo. Se sienta como un juez de apelación ante el Tribunal Especial de las Naciones Unidas para los crímenes de guerra en Sierra Leona.

## Escritos y otros medios
Robertson ha escrito varios libros. Uno de ellos, The Justice Game, está en los planes de estudios de Nueva Gales del Sur, Australia. 
Su último libro, The Tyrannicide Brief, repasa los detalles de la historia de John Cooke, procesado por el rey Carlos I de Inglaterra en el juicio por traición que condujo a su ejecución. 
En su revisión de 2006 de Crímenes contra la humanidad, Robertson hace una exhaustiva referencia a los derechos humanos, los crímenes de lesa humanidad y los crímenes de guerra. El libro comienza con la historia de los derechos humanos y tiene varios estudios de casos concretos, como el caso del general Augusto Pinochet de Chile, las guerras de los Balcanes, y la última guerra de Irak. Su opinión sobre los bombardeos atómicos de Estados Unidos en Hiroshima y Nagasaki puede ser considerado controvertido. Su argumento es que las bombas, que provocaron la muerte de más de 100.000 civiles, estaban justificadas porque impulsó al emperador Hirohito de Japón a rendirse, salvando así la vida de cientos de miles de vidas de las fuerzas aliadas, así como a los mismos soldados y civiles japoneses. 
Durante un período de veinte años, Robertson ha protagonizado una serie de televisión en Australia, donde invita a la gente, incluidos antiguos y actuales líderes políticos, a debatir cuestiones contemporáneas asumiendo distintas identidades en situaciones hipotéticas.